# Аријана Хафингтон
Аријана Хафингтон (грч. Αριάδνη-Άννα Στασινοπούλου; Атина, 5. јун 1950) је уредница и грчко-америчка политиларка. Године 2005. створила је новине на мрежи под називом Хафингтон пост у којој је била шеф редакције до 11. августа 2016. године.

## Биографија
Аријана Хафингтон завршава студије економије на Универзитету у Кембриџу. Године 1986. удаје се за америчког политичара Мишела Хафингтона од којег се разводи 1997. године. Добила је америчко држављанство 1990. године.
Током своје каријере анимирала неколико националних политичких конвенција, развијајући се од конзервативизма до либерализма. Њен анти-нафтни активизам довео је  Ариану до вођења Пројекта „Детроит” који има циљ заустављења америчке зависности нафте са Блиског истока. Године 2003. кадидује се за гувернера Калифорније, али је на изборима победио Арнолд Шварценегер. За њу је гласало 47.505 гласача.
Године 2012. класирана је као 23. најмоћнија жена света од стране магазина Форбс.

## Каријера
Године 1973. Аријана бојављује књигу The Female Woman у којој напада покрет за ослобођење жена али и књигу The Female Eunuch писца Џермејн Грир. 
У књизи је написала  
Године 1998.Хафингтонова се присваја републикацима. Током те године, радила је недељну радио емисију у Лос Анђелесу под називом Лева, Десна и Центар.  Априла 1998. године The New Yorker редактор, Маргарет Талбот прокоментарисала је рад Хафингтонове: „”.  Хафингтонова је описала себе као гледоца који посматра шта најбоље за нацију и да је потребно гледати између две нације сиромашних и богатих и они који нису.
1980-их, написала је неколико чланака за Национал ревју магазин, а 1981.године  написала је биографију грчке оперске певачице Марије Калас под назвиом Maria Callas – The Woman Behind the Legend, и 1989. године биогрфију Пабла Пикасоа, свестраног шпанског уметника, једаног од највећих сликара, вајара, цртача и графичара 20. века.
Аријана је била противница НАТО бомбардовања Србије током рата у бившој Југославији.

## Објављени радови на енглеском
Листа њених дела:
- The Female Woman (1973)
- After Reason (1978)
- Picasso: Creator and Destroyer (1989)
- The Gods of Greece (1993)
- Maria Callas (1993)
- The Fourth Instinct (1994)
- Greetings from the Lincoln Bedroom (1998)
- How to Overthrow the Government (2000)
- Pigs at the Trough (2003)
- Fanatics & Fools (2004)
- On Becoming Fearless...In Love, Work, and Life (2007)
- Right is Wrong: How the Lunatic Fringe Hijacked America, Shredded the Constitution, and Made Us All Less Safe (2008)
- Third World America: How Our Politicians Are Abandoning the Middle Class and Betraying the American Dream (2010)
- Thrive: The Third Metric to Redefining Success and Creating a Life of Well-Being, Wisdom, and Wonder (2014)
- The Sleep Revolution: Transforming Your Life, One Night at a Time (2016)

## Филмографија

### Глумица
Филм:
- 2010 : Two Painters (кратак филм)
- 1999 : EDtv
- 1998: Опсада

Серија:
- 2009 - 2013 : The Cleveland Show : као Arianna
- 2010 : The Fran Drescher Show
- 2006 : Help Me Help You
- 1996 : Roseanne : као Estree Longet

### Сценариста
1996 - 1997: Politically Incorrect
1996 : Surviving Picasso

### Игра саму себе
- 2013 : The Talk
- 2007 - 2013 : Tavis Smiley
- 2003 - 2013 : Real Time with Bill Maher (телевизијска серија)
- 2013 : Larry King Now (телевизијска серија)
- 2012 : American Masters (телевизијска серија)
- 2012 : How to Make Money Selling Drugs (документарац)
- 2012 : The Conversation (телевизијска серија)
- 2007-2012 : The McLaughlin Group (телевизијска серија)
- 2006-2012 : The Colbert Report (телевизијска серија)
- 2011-2012 : The Hour (телевизијска серија)
- 2011-2012 : Piers Morgan Tonight (телевизијска серија)
- 2011 : This Week (телевизијска серија)
- 1996-2011 : Charlie Rose (телевизијска серија)
- 2010 : What The Week (телевизијска серија)
- 2010 : The Young Turks (телевизијска серија)
- 2010 : The Wendy Williams Show (телевизијска серија)
- 2010 : Conan (телевизијска серија)
- 2010 : Les Griffin (Family Guy)
- 2010 : Late Night with Jimmy Fallon (телевизијска серија)
- 2010 : Huckabee (телевизијска серија)
- 1996-2010 : The Daily Show (телевизијска серија)
- 1998-2010 : The Tonight Show with Jay Leno (телевизијска серија)
- 2008-2010 : Democracy Now! (телевизијска серија)
- 2010 : Kathy Griffin: My Life on the D-List (телевизијска серија)
- 2010 : How I Met Your Mother
- 2010 : The Virtual Revolution (Документарац)
- 2010 : Bhutto документарац
- 2009 : The Jay Leno Show (телевизијска серија)
- 2009 : Hick Town документарац
- 2003-2009 : Larry King Live (телевизијска серија)
- 2009 : Entertainment Tonight (телевизијска серија)
- 2008 : Books Equal Gifts Commercial (кратки филм)
- 2008 : Epic Fu (телевизијска серија)
- 2008 : America's Choice (документарац)
- 2008 : AFI Life Achievement Award: A Tribute to Warren Beatty (филм)
- 2008 : Swing Vote
- 2007 : New York 360º Presents: The 2007 Matrix Awards (филм)
- 2006 : The Tyra Banks Show (телевизијска серија)
- 2006 : The View (телевизијска серија)
- 2005 : Connected: Coast to Coast(телевизијска серија)
- 2005 : Weekends at the DL (телевизијска серија)
- 2005 : The Late Late Show with Craig Ferguson (телевизијска серија)
- 2005 : The O'Reilly Factor (телевизијска серија)
- 2005 : America Undercover (Документарац)
- 2005 : The L Word (телевизијска серија)
- 2004 : Last Laugh '04 (филм)
- 2000-2004 : Hollywood Squares (телевизијска серија)
- 2003 : Paula Zahn Now (телевизијска серија)
- 2002 : John Q
- 2001 : See How They Run документарац
- 1996-2001 : To the Contrary (телевизијска серија)
- 2000 : Hollywood, D.C. документарац
- 2000 : Running Mates филм
- 1996-2000 : Dennis Miller Live (телевизијска серија)
- 1999 : Snoops (телевизијска серија)
- 1997 : Jeopardy! (телевизијска серија)
- 1997 : Politically Incorrect (телевизијска серија)
- 1995 : Lauren Hutton and... (телевизијска серија)
- 1995 : Late Night with Conan O'Brien (телевизијска серија)
- 1979-1980 : Saturday Night at the Mill (телевизијска серија)
- 1979-1980 : Friday Night, Saturday Morning (телевизијска серија)
- 1974-1979 : Face the Music (телевизијска серија)
- 1976 : The Brian Connell Interview (телевизијска серија)
- 1976 : Going for a Song (Документарац)